# Justin Cartwright
Justin James Cartwright (Città del Capo, 20 maggio 1943 – Londra, 3 dicembre 2018) è stato uno scrittore, regista e sceneggiatore britannico d'origine sudafricana.

## Biografia
Justin James Cartwright nasce il 20 maggio 1943 a Città del Capo dai giornalisti Nancy McAllister e AP (“Paddy”) Cartwright.
Vicino di casa di Nadine Gordimer, cresce a Johannesburg e studia a Città del Capo e all'Università del Witwatersrand prima di trasferirsi in Inghilterra e completare l'educazione a Oxford.
Dopo un primo impiego come copywriter, lavora nel campo della pubblicità, della televisione e del cinema e si occupa delle trasmissioni elettorali per i liberali e in seguito per i liberal-democratici ottenendo per tale incarico il titolo di cavaliere dell'Ordine dell'Impero Britannico.
Autore di un soft-porn, Rose Dixon – Night Nurse, nel 1978, esordisce nella narrativa nel 1972 con il thriller Deep Six e in seguito pubblica numerosi romanzi e alcuni saggi.
Nel corso della sua carriera riceve numerosi riconoscimenti tra i quali un Premio Costa, una menzione al Booker Prize e l'Hawthornden Prize nel 2005 per il suo libro più venduto, The Promise of Happiness.
Affetto negli ultimi anni da demenza, muore il 3 dicembre 2018 a Londra a causa di una polmonite.

## Vita privata
Sposatosi con l'insegnante Penny Smalley, la coppia ha due figli, Serge e Rufus.

## Opere principali

### Romanzi
- Deep Six (1972)
- Fighting Men (1977)
- Horse of Darius (1980)
- Freedom for the Wolves (1983)
- Interior (1988)
- Look at it This Way (1990)
- Masai Dreaming (1993)
- In Every Face I Meet (1995)
- Leading the cheers (1998)
- Half in Love (2001)
- White Lightning (2002)
- The Promise of Happiness (2005)
- La canzone prima che sia cantata (The Song Before it is Sung, 2007), Milano, Baldini Castoldi Dalai, 2008 traduzione di Isabella Zani ISBN 978-88-6073-393-1.
- To Heaven by Water (2009)
- Other People's Money (2011)
- Lion Heart (2013)
- Up Against the Night (2015)

### Saggi
- Not Yet Home (1997)
- This Secret Garden (2008)
- Oxford Revisited (2008)

## Filmografia parziale

### Cinema
- Rose Dixon – Night Nurse (1978) (regia)

### Televisione
- Look at It This Way (1992) (soggetto e sceneggiatura)

## Premi e riconoscimenti
- Booker Prize: 1995 finalista con In Every Face I Meet
- Costa Book Award per il romanzo: 1998 vincitore con Leading the Cheers
- Hawthornden Prize: 2005 vincitore con The Promise of Happiness